# Sharon Finneran
Sharon Finneran   (Rockville Centre, 4 de febrer de 1946), coneguda de casada com a Sharon Rittenhouse, és una nedadora estatunidenca, ja retirada, que va competir durant la dècada de 1960. És germana del saltador Mike Finneran i mare de la també saltadora Ariel Rittenhouse.
El 1964 va prendre part en els Jocs Olímpics d'Estiu de Tòquio on va guanyar la medalla de plata en els 400 metres estils del programa de natació. Finalitzà rere la seva compatriota Donna de Varona.
En el seu palmarès també destaca una medalla d'or als Jocs Panamericans de 1964 i el fet d'haver posseït el rècord mundial dels 800 metres lliures, els 200 metres papallona i els 400 metres estils.
El 1981 va ser incorporada a l'International Swimming Hall of Fame.